# Nemoscolus turricola
Nemoscolus turricola är en spindelart som beskrevs av Lucien Berland 1933. Nemoscolus turricola ingår i släktet Nemoscolus och familjen hjulspindlar.
Artens utbredningsområde är Mali. Inga underarter finns listade i Catalogue of Life.